# Studia mythologica Slavica

Logo w latach 1998–2016

Studia mythologica Slavica – słoweńskie czasopismo naukowe poświęcone etnologii, historii, archeologii, językoznawstwu, religioznawstwu, historii literatury i filozofii w kontekście mitologii słowiańskiej. Wydawane od 1998 roku przez Instytut Etnologii Słoweńskiej (Centrum Badań Naukowych Słoweńskiej Akademii Nauki i Sztuki (ZRC SAZU)) oraz Uniwersytet Udine. Czasopismo to jest rocznikiem wydawanym w formie drukowanej i internetowej. Artykuły publikowane we wszystkich językach słowiańskich, w języku angielskim, niemieckim i włoskim. Głównym celem czasopisma jest prezentacja badań porównawczych, które przedstawiają kulturę słowiańską w szerszym kontekście kultur europejskich i pozaeuropejskich. Czasopismo zachęca także do badania współczesnych zjawisk z zakresu kultury duchowej, społecznej i materialnej oraz ich przemian.
W wykazie czasopism punktowanych przez Ministerstwo Nauki i Szkolnictwa Wyższego Studia mythologica Slavica ma 40 punktów.

## Zespół redakcyjny[3]
Redaktorzy naczelni
- dr Monika Kropej Telban (ZRC SAZU, Instytut Etnologii Słoweńskiej)
- dr Katja Hrobat Virloget (Univerza na Primorskem, Wydział Nauk Humanistycznych)

Redaktorzy
- dr Roberto Dapit (Uniwersytet Udine, Wydział Języków i Literatury, Komunikacja, Edukacja i Społeczeństwo, Włochy)

Redaktor recenzji
- dr Saša Babič (ZRC SAZU)

Rada naukowa
- Natka Badurina (Uniwersytet Udine, Włochy)
- Nikos Czausidis (Uniwersytet Świętych Cyryla i Metodego, Macedonia Północna)
- Pietro U. Dini (Uniwersytet w Pizie, Włochy)
- Larisa Fialkova (Uniwersytet w Hajfie, Izrael)
- Mare Kõiva (Muzeum Literatury Estońskiej, Estonia)
- Janina Kursīte (Uniwersytet Stradiņša w Rydze, Łotwa)
- Nijolė Laurinkienė (Instytut Literatury i Folkloru Litewskiego, Litwa)
- Mirjam Mencej (Uniwersytet Lublański, Słowenia)
- Vladimir Nartnik (ZRC SAZU, Słowenia)
- Andrej Pleterski (ZRC SAZU, Słowenia)
- Ljubinko Radenković (SANU, Serbia)
- Swietłana Tołstojowa (Instytut Slawistyki Rosyjskiej Akademii Nauk, Rosja)
- Giorgio Ziffer (Uniwersytet Udine, Włochy)

## Studia mythologica Slavica – Supplementa
Od 2004 r. pismo wydaje także serię książek Studia mythologica Slavica – Supplementa, przeznaczonej dla monografii.